# NGC 3357
NGC 3357 est une vaste galaxie elliptique relativement éloignée et située dans la constellation du Lion. NGC 3357 a été découverte par l'astronome allemand Albert Marth en 1864.

## Caractéristiques

### Distance
Sa vitesse par rapport au fond diffus cosmologique est de 10 114 ± 24 km/s, ce qui correspond à une distance de Hubble de 149 ± 10 Mpc (∼486 millions d'al).
À ce jour, une mesure non basée sur le décalage vers le rouge (redshift) donne une distance d'environ 141,000 Mpc (∼460 millions d'al). Cette valeur est à l'intérieur des valeurs de la distance de Hubble.

### Radiogalaxie
Selon la base de données Simbad, NGC 3357 est une radiogalaxie.